# 뵈르터제 슈타디온
뵈르터제 슈타디온(Wörthersee Stadion)은 오스트리아 클라겐푸르트에 위치한 축구 경기장으로 SK 아우스트리아 클라겐푸르트의 홈구장으로 사용되고 있다. 뵈르터제는 독일어로 "뵈르트호"를 뜻한다.
2007년 9월 7일에 개장했으며 32,000명을 수용할 수 있다. UEFA 유로 2008 경기장으로 선정되었다.